# Умершие в январе 2014 года
Это список известных людей, соответствующих установленным критериям значимости (см. Википедия:Критерии значимости персоналий), умерших в январе 2014 года.
Причина смерти указывается лишь в исключительных случаях (убийство, самоубийство, гибель в результате военных действий, смертная казнь, ДТП или несчастные случаи). В остальных случаях — не указывается.

## 31 января
- Адедойин, Адегбойеджа Фоларанми (91) — нигерийский легкоатлет, участник летних Олимпийских игр в Лондоне[1].
- Андрыч, Нина (101) — польская актриса и поэтесса[2].
- Баранкина, Мария Евгеньевна (45) — российская журналистка, продюсер, пианистка и концертмейстер, генеральный директор Российской гильдии пианистов-концертмейстеров (2003—2014); грипп[3].
- Буш, Гунди (78) — немецкая фигуристка и тренер, чемпионка мира и Европы (1954)[4].
- Гунба, Михаил Михайлович (88) — советский и абхазский историк, археолог, этнограф[5].
- Джонс, Кристофер (72) — американский актёр («Дочь Райана»)[6].
- Ивашкин, Александр Васильевич (65) — советский и российский виолончелист, дирижёр, музыковед, доктор искусствоведения, профессор[7].
- Олефиренко, Владимир Васильевич (88) — поэт, участник Великой Отечественной войны.
- Фесмайр, Фрэнсис (54) — американский врач, лауреат Шнобелевской премии по медицине (2006)[8].
- Фидлер, Иржи (78) — чешский историк, директор Еврейского музея в Праге; убийство (обнаружен в этот день, точная дата неизвестна)[9].
- Хаджи Хусейн, Абдираззак (89) — сомалийский политик, премьер-министр Сомали (1964—1967)[10].
- Чернуха, Валентина Григорьевна (83) — советский и российский историк, главный научный сотрудник Санкт-Петербургского института истории Российской академии наук, доктор исторических наук[11].
- Янчо, Миклош (92) — венгерский кинорежиссёр и сценарист[12].

## 30 января
- Бабиле, Жан (90) — французский балетмейстер, хореограф и танцовщик[13].
- Бондаренко, Игорь Михайлович (86) — советский и российский писатель, общественный деятель, создатель и руководитель издательства «Мапрекон» (1991—1998)[14].
- Дауни, Даниэль (33) — американская гольфистка[15].
- Корнилий (Пасичный) (86) — епископ Торонто Украинской грекокатолической церкви (1998—2003)[16].
- Мирзоев, Темури Сулейманович (56) — российский криминальный авторитет, племянник криминального авторитета Аслана Усояна[17]
- Похожаев, Станислав Иванович (78) — советский и российский математик, член-корреспондент РАН (1991); член-корреспондент АН СССР с 1984[18].
- Ранкин, Артур (89) — американский режиссёр и продюсер («Полёт драконов»)[19][19].
- Фомин, Владимир Кузьмич (75) — советский и российский журналист, генеральный директор объединённой редакции издательского дома «Крестьянин», лауреат премии Правительства Российской Федерации в области печатных средств массовой информации (2007), народный депутат России (1990—1993)[20].

## 29 января
- Афанасьев, Вадим Анатольевич (71) — художественный руководитель Кировского театра кукол имени А. Н. Афанасьева (1974—1999), заслуженный артист РСФСР[21].
- Миллон, Теодор (85) — американский психолог, крупный исследователь и теоретик в области личностных расстройств[22].
- Норкус, Витаутас (92) — литовский баскетболист, чемпион Европы (1939)[23].
- Сатин, Борис Фёдорович (75) — советский и российский государственный и партийный деятель, первый секретарь Ташкентского горкома КПСС (1985—1989), депутат Верховного совета СССР (1984—1989), народный депутат СССР (1989—1991)[24].
- Тарба, Нелли Золотинсковна (79) — абхазская поэтесса, лауреат Государственной премии им. Д. И. Гулиа, заслуженный работник культуры[25].

## 28 января
- Грушевой, Геннадий Владимирович (63) — белорусский политик и общественный деятель, руководитель фонда «Детям Чернобыля» (1989—2014), депутат Верховного Совета БССР XII (1990—1995) и XIII (1996) созывов, доктор философских наук, профессор[26].
- Обейд, Хорхе (66) — аргентинский политик, губернатор провинции Санта-Фе (1995—1999, 2003—2007)[27].
- Пиньяр, Блас (95) — испанский публицист, журналист и политический деятель крайне правого толка[28].
- Соареш Карнейру, Антониу (86) — начальник Генерального штаба вооружённых сил Португалии (1985—1995), кандидат на пост президента (1980)[29].
- Шерак, Том (68) — американский кинопродюсер, президент Академии кинематографических искусств и наук (2009—2012)[30].

## 27 января
- Бандо, Масако (55) — японская писательница, лауреат Премии имени Сандзюго Наоки (1996)[31].
- Бондарь, Григорий Васильевич (81) — генеральный директор Донецкого областного противоопухолевого центра, заведующий кафедрой Донецкого национального медицинского университета имени М. Горького, Герой Украины (2002)[32].
- Казымов, Махаббат (60) — азербайджанский певец, исполнитель народных песен и мугамов, заслуженный артист Азербайджана[33].
- Мощелков, Олег Михайлович (36) — российский оператор-постановщик и актёр («Закрытая школа»)[34].
- Нагаи, Итиро (82) — японский сэйю[35].
- Новак, Лидия Андреевна (90) — историк-краевед, музейный работник.
- Новакович, Властимир (88) — сербский учёный в области механизации сельского хозяйства, иностранный член РАСХН (1993)[36].
- Сигер, Пит (94) — американский фолк-певец, общественный активист[37].
- Слим, Карл (51) — управляющий директор индийской компании по производству автомобилей Tata Motors Ltd (2012—2014); несчастный случай[38].
- Цапник, Юрий Викторинович (68) — актёр Челябинского академического театра драмы им. Н. Ю. Орлова, заслуженный артист РСФСР (1985), народный артист России (1997), отец актёра Яна Цапника[39].

## 26 января
- Багринцев, Николай Васильевич (76) — советский рабочий, бывший бригадир трубогибщиков севастопольского морского завода им. С. Орджоникидзе, Герой Социалистического Труда (1977)[40].
- Брюли-Буабре, Фредерик (90) — ивуарийский художник[41].
- Вейль, Раймон (87) — швейцарский бизнесмен, основатель компании по производству часов Raymond Weil[42].
- Гола, Том (81) — американский баскетболист, игрок клубов «Филадельфия Уорриорз» (1955—1962) и «Нью-Йорк Никс» (1962—1966)[43].
- Имреков, Олег Евгеньевич (51) — советский и российский футболист («Ротор», «Черноморец» Одесса, «Спартак» Москва)[44].
- Лайко, Максим Михайлович (38) — российский трэш-гитарист, участник групп «Коррозия металла» (1997—2011), «Д.И.В.» (2012—2014), «Коловрат»[45].
- Мейсон, Марджери (100) — английская актриса и театральный режиссёр[46].
- Пачеко, Хосе Эмилио (74) — мексиканский поэт, прозаик, эссеист, переводчик, сценарист[47].
- Храмов, Алексей Никитич (85) — заведующий отделом палеомагнитных реконструкций Всероссийского нефтяного научно-исследовательского геологоразведочного института Роскомнедр, доктор физико-математических наук, профессор. Лауреат Государственной премии Российской Федерации в области науки и техники (2000), заслуженный деятель науки Российской Федерации[48].
- Штыров, Анатолий Тихонович (84) — советский подводник, контр-адмирал, поэт, отец экс-президента Якутии Вячеслава Штырова[49].

## 25 января
- Дойл, Артур (69) — американский джазовый музыкант[50].
- Киваев, Анатолий Александрович (84) — советский и российский офтальмолог, доктор медицинских наук, профессор, заслуженный врач РФ, академик РАЕН[51].
- Наместников, Михаил Михайлович (52) — российский саратовский правозащитник, эксперт всероссийского движения «За права человека», бывший руководитель саратовского отделения партии «Яблоко»[52].
- Поремба, Богдан (79) — польский режиссёр театра, кино и телевидения, сценарист, публицист, политик[53] Архивная копия от 5 февраля 2014 на Wayback Machine.
- Сакс, Дьюла (62) — венгерский шахматист, гроссмейстер[54].
- Сальданьо, Эмануэль (28) — аргентинский велосипедист; автомобильная катастрофа[55].

## 24 января
- Алони, Шуламит (85) — израильский политик, министр образования (1992—1993), министр науки и технологий (1993—1996), лидер партии «Мерец»[56].
- Бадамшин, Игорь Гайниахметович (47) — советский и российский лыжник, бронзовый призёр чемпионата мира по лыжным видам спорта (1993) в эстафетной гонке 4×10 км; остановка сердца[57].
- Брускова, Елена Сергеевна (87) — основатель и первый президент Детских деревень-SOS в России[58].
- Махфудз, Сахал (76) — индонезийский религиозный деятель, духовный лидер Нахдатул Улама[59].
- Окслейд, Бойд (70) — австралийский писатель и сценарист («Смерть в Брунсвике»); рак[60].
- Пинеда Понсе, Рафаэль (83) — президент Национального конгресса Гондураса (1998—2002)[61].
- Трушин, Александр Иванович (66) — советский и российский журналист-международник (ИТАР-ТАСС), специалист по Латинской Америке[62].
- Уткин, Алексей Фёдорович (86) — советский и российский учёный, конструктор ракетных комплексов, доктор технических наук, профессор, заслуженный деятель науки и техники Российской Федерации. Лауреат Ленинской премии (1976) и Государственной премии СССР (1980)[63].
- Фонсека, Агиналду Бриту (91) — поэт Кабо-Верде, писал на португальском языке[64].

## 23 января
- Варади, Бела (60) — венгерский футболист («Вашаш»), участник чемпионата мира (1978)[65].
- Власова, Элеонора Евгеньевна (82) — советская и российская балерина и педагог, народная артистка РСФСР (1970)[66].
- Габль, Франц (93) — австрийский горнолыжник, серебряный призёр зимних Олимпийских игр в Санкт-Морице (1948) в скоростном спуске[67].
- Зайцев, Борис Петрович (86) — советский и украинский историк, специалист в области специальных исторических дисциплин, один из основателей эмблематики на Украине[68].
- Израэль, Юрий Антониевич (83) — советский и российский метеоролог, советник по науке президента России Владимира Путина, академик РАН (1994)[69].
- Каллигарис, Джанджакомо[итал.] (57) — командующий авиацией сухопутных войск Италии, генерал авиации; авиакатастрофа[70].
- Марович, Урош (68) — югославский ватерполист, чемпион летних Олимпийских игр в Мехико (1968)[71].
- Назирова, Эльмира Мирза Рза кызы (85) — советский и азербайджанский композитор, педагог, последние годы жизни проживала в Израиле, мать композитора Эльмара Феля[72].
- Онгарсынова, Фариза Онгарсыновна (74) — советская и казахская поэтесса, народный писатель Республики Казахстан, лауреат Государственной премии КазССР (1979), депутат Мажилиса парламента Казахстана I и II созывов (1996—2004)[73].
- Ортолани, Риц (87) — итальянский композитор[74].
- Песман, Ян (82) — нидерландский конькобежец, бронзовый призёр зимних Олимпийских игр в Скво-Велли (1960) на дистанции 5000 метров[75].
- Феррари, Виолетта (83) — венгерская актриса[76].

## 22 января
- Авалос, Луис (67) — американский актёр кубинского происхождения («Коломбо», «Крутой Уокер», «Скорая помощь»)[77] Архивная копия от 1 февраля 2014 на Wayback Machine[78].
- Араярви, Тертту[фин.] (81) — финский детский психолог, первый профессор детской психиатрии Хельсинкского университета[79].
- Бертельман, Фред (88) — немецкий актёр[80].
- Дегель, Франсуа (81) — французский певец, призёр конкурсов песни «Евровидение» (1960, 1962)[81].
- Джурович, Васо Миланович (91) — российский учёный-животновод черногорского происхождения, впервые одомашнивший лося, заслуженный работник сельского хозяйства Российской Федерации[82].
- Езерский, Дмитрий Сергеевич (96) — советский военный лётчик, участник Великой Отечественной войны, Герой Советского Союза (1945)[83].
- Кабаиро, Джон (90) — премьер-министр Королевства Анколе (1962—1963)[84] Архивная копия от 25 января 2014 на Wayback Machine.
- Карпович, Олег Иванович (58) — солист балета Омского государственного музыкального театра (1984—2009), педагог, заслуженный артист России[85].
- Малков, Пётр Лукич (89) — советский и российский скульптор, народный художник РСФСР[86].
- Марусев, Иван Тимофеевич (77) — бывший капитан теплохода «Антон Чехов», Герой Социалистического Труда (1974)[87].
- Маццакурати, Карло (57) — итальянский режиссёр, лауреат Венецианского кинофестиваля (1994)[88].
- Минеев, Александр Анатольевич (49) — российский предприниматель, мультимиллионер, основатель первого в России супермаркета электроники; убит[89].
- Нигоян, Сергей Гагикович (20) — один из участников Евромайдана, Герой Украины (2014); убит[90].
- Рао, Аккинени Нагешвара (90) — индийский актёр, снявшийся в более чем 100 фильмах[91].
- Чершинцев, Александр Григорьевич (69) — российский политик, депутат Государственной думы Федерального собрания РФ II и III созывов (1997—2003) от Магнитогорска[92].

## 21 января
- Барраль, Гастон (43) — аргентинский актёр, певец и композитор[93].
- Волдум, Роар (81) — норвежский пловец и ватерполист, участник летних Олимпийских игр в Хельсинки[94] Архивная копия от 13 ноября 2012 на Wayback Machine.
- Грабкин, Леонид Гаврилович (75) — советский эвенкийский оленевод, полный кавалер ордена Трудовой Славы[95].
- Майбёрг, Натали (73) — южноафриканская пловчиха, бронзовый призёр летних Олимпийских игр в Мельбурне (1956)[96].
- Славков, Георгий (55) — болгарский футболист, нападающий, обладатель «Золотой бутсы» (1981)[97].

## 20 января
- Аббадо, Клаудио (80) — итальянский музыкальный деятель, оперный и симфонический дирижёр, пожизненный сенатор (2013—2014)[98].
- Абела, Уистин (80) — мальтийский политик, заместитель премьер-министра (1981—1983), министр финансов (1983—1987)[99].
- Джекс, Джеймс (66) — американский продюсер, создававший высокобюджетные фильмы[100].
- Кица, Лениан Петрович (86) — советский политический деятель, первый заместитель Председателя Совета Министров Карельской АССР, руководитель Госплана Карельской АССР[101].
- Континелло, Убальдо (72) — итальянский композитор[102].
- Ломинадзе, Джумбер Георгиевич (83) — советский и грузинский астрофизик, академик Грузинской Академии наук[103].
- Лоханский, Геннадий Константинович (56) — заслуженный тренер России по дзюдо[104].
- Марков, Эдуард Владимирович (42) — российский журналист, радио- и телеведущий федеральных СМИ («Маяк», «Мир»); самоубийство[105].
- Ованнисян, Армен Левонович (19) — военнослужащий Армии обороны непризнанной Нагорно-Карабахской Республики, младший сержант; погиб в бою[106] Архивная копия от 19 февраля 2014 на Wayback Machine.
- Тиньков, Юрий Васильевич (76) — советский и российский борец вольного стиля и тренер, многократный призёр чемпионатов СССР, главный тренер сборной команды Ленинграда по вольной борьбе [piter-news.net/sport/2014/01/21/31463.html].
- Тринкунас, Йонас (74) — литовский этнолог и фольклорист, создавший неоязыческую общину Ромуву[107].
- Урсу, Алексей Сергеевич (33) — российский журналист и телеведущий, призёр всероссийского конкурса «Культура в эфире»; опухоль мозга[108].
- Шогуломов, Рустам Шомуродович (80) — председатель Государственного комитета по печати Республики Узбекистан (1996—2002), директор издательства «Узбекистан» (2005—2014)[109].

## 19 января
- Алон, Азария (95) — писатель, ведущий радиопрограммы о природе Израиля, основатель Израильского общества охраны природы. Лауреат государственной премии Израиля (1980, 2012)[110].
- Гахраманлы, Аслан (74) — азербайджанский писатель, драматург, кандидат физико-математических наук, киносценарист («Прости»)[111]
- Иоахимовский, Михал (63) — польский легкоатлет, двукратный чемпион Европы в закрытых помещениях по тройному прыжку (1974, 1975)[112].
- Карвялис, Наглис Римгаудасович (53) — литовский художник кино[113].
- Клементьев, Сергей Анатольевич (59) — российский предприниматель, общественный деятель[114].
- Микеревич, Мирослав (48 или 49) — сербский спортсмен и военный; опухоль мозга[115].
- Патрикеев, Вячеслав Николаевич (66) — российский сахалинский сейсмолог, кандидат геолого-минералогических наук. Автор более 150 научных работ, в том числе 7 монографий[116].
- Уильямс, Берт (93) — английский футболист, вратарь «Вулверхэмптон Уондерерс» и сборной Англии, чемпион Англии сезона 1953—1954 годов[117].
- Чатавэй, Кристофер (82) — британский спортсмен и политик, серебряный призёр чемпионата Европы в беге на 5000 метров (1954), мировой рекордсмен на этой дистанции, депутат Парламента Великобритании (1959—1966, 1969—1974)[118].
- Яневская, Светлана Васильевна (72) — заведующая музейным отделом Омского академического театра драмы, лауреат премии губернатора Омской области за заслуги в развитии культуры и искусства им. народного артиста России Ножери Чонишвили, заслуженный работник культуры[119].

## 18 января
- Бегунов, Юрий Константинович (81) — советский и российский филолог, славист, конспиролог[120] Архивная копия от 14 января 2014 на Wayback Machine.
- Вайнштейн, Борис Гаврилович (59) — экс-президент футбольного клуба «Томь» (Томск)[121].
- Вермейен, Франс (70) — бельгийский футболист («Льерс», «Антверпен»)[122].
- Гребень, Юрий Григорьевич (72) — актёр Омского государственного драматического театра «Галёрка» (1996—2014), народный артист России (2003)[119].
- Дойнов, Дойно (84) — болгарский учёный-историк, председатель общеболгарского комитета имени Васила Левского, профессор[123].
- Думор, Комла (41) — ганский журналист, радио и телеведущий BBC[124].
- Кайкл, Милан (63) — чехословацкий хоккеист, серебряный призёр зимних Олимпийских игр 1976 в Инсбруке[125].
- Лесневский, Станислав Стефанович (83) — советский и российский литературный критик, литературовед. Генеральный директор издательства «Прогресс-Плеяда» (1999—2014), один из основателей музея-заповедника А. А. Блока в Шахматове[126].
- Маршалл, Сара (80) — британская актриса[127].
- Фредериксен, Деннис (62) — американский рок-музыкант, вокалист групп «LeRoux» и «Toto»[128] Архивная копия от 22 января 2014 на Wayback Machine.
- Элин, Леонид Ефимович (75) — советский и российский тележурналист, ведущий программы «Время», лауреат Государственной премии СССР, лауреат премии Союза журналистов СССР (1973, 1985)[129].

## 17 января
- Аро Олива, Надя (97) — мексиканская актриса французского происхождения («Ангел-истребитель», «Ничья любовь»)[130] Архивная копия от 25 января 2014 на Wayback Machine.
- Брелья, Сальвадор (78) — парагвайский футболист («Серро Портеньо»)[131].
- Колоденков, Пётр Васильевич (55) — советский и российский актёр, заслуженный артист Республики Коми[132].
- Линн Хенсли, Кассандра (34) — американская топ-модель; передозировка наркотиков (о смерти стало известно в этот день)[133].
- Пономарёв, Александр Александрович (92) — советский рабочий-фрезеровщик; участник Великой Отечественной войны, полный кавалер ордена Славы[134].
- Райхман, Валерий Соломонович (73) — советский и российский актёр, артист Ростовского академического театра драмы им. М. Горького[135].
- Сен, Сучитра (82) — индийская актриса[136].
- Ханссон, Хольгер (86) — шведский футболист и тренер, бронзовый призёр летних Олимпийских игр в Хельсинки (1952)[137].
- Шполянская, Алла Юрьевна (75) — советский и российский театральный деятель; заведующая литературной частью МХТ им. А. П. Чехова (1994—2014)[138].

## 16 января
- Джонсон, Расселл (89) — американский актёр кино и телевидения, лётчик-герой Второй мировой войны[139].
- Дуччини, Рут (95) — американская актриса («Волшебник страны Оз»)[140].
- Краснова, Зоя Игнатьевна (75) — советская рабочая, аппаратчица Салаватского нефтехимического комбината; Герой Социалистического Труда (1975)[141].
- Лукашов, Анатолий Иванович (77) — советский государственный деятель; заместитель министра нефтеперерабатывающей и нефтехимической промышленности СССР (1980—1983), заместитель председателя Госплана СССР (1983—1991); вице-президент компании «Сибур»[142].
- Мэдден, Дэйв (82) — американский актёр[143].
- Онода, Хиро (91) — японский участник Второй мировой войны, сдавшийся в 1974 году[144].

## 15 января
- Горохова, Елена Константиновна (80) — советский и российский художник-живописец, член Санкт-Петербургского Союза художников[145].
- Гусаков, Дмитрий Вячеславович (42) — депутат Государственной Думы РФ IV созыва (2003—2007) от ЛДПР[146].
- Добсон, Джон (98) — американский астроном-любитель[147].
- Ллойд-Пак, Роджер (69) — английский актёр; рак поджелудочной железы[148].
- Матвеев, Геннадий Михайлович (76) — советский футболист и тренер, игрок клубов «Ростсельмаш» (1957—1959), СКА Ростов-на-Дону (1959—1968), серебряный призёр чемпионата СССР[149].
- Сулейман, Хосе (82) — президент Всемирного боксёрского совета (WBC) (1975—2014)[150].

## 14 января
- Арсак, Жак (84) — французский компьютерный учёный, член Академии наук Института Франции, создатель языка описания алгоритмов EXEL[151].
- Ибрагимов, Сафьян Шарифзянович (87) — советский татарский композитор и актёр, заслуженный работник культуры Республики Татарстан[152].
- Иммерман, Кира Львовна (89) — советский и российский психиатр, доктор медицинских наук, профессор[153].
- Карлов, Николай Васильевич (84) — советский и российский учёный-физик, ректор Московского физико-технического института (1987—1997), член-корреспондент РАН[154].
- Патерсон, Эрик (84) — канадский хоккеист, чемпион зимних Олимпийских игр 1952 в Осло[155].
- Перлин, Бернард (95) — американский художник[156].
- Тести, Флавио (91) — итальянский композитор, музыковед[157].
- Утеев, Сайлау Габбасович (74 или 77) — советский и казахстанский политик, депутат Верховного Совета Казахской ССР XII созыва[158][159].
- Фусу, Дмитрий Васильевич (75) — молдавский актёр, режиссёр, сценарист и педагог; инфаркт миокарда[160].
- Хельман, Хуан (83) — аргентинский поэт и журналист, лауреат многочисленных премий[161].
- Шавров, Александр Борисович (74) — артист балета Мариинского театра, педагог-репетитор[162].

## 13 января
- Береснев, Алексей Сергеевич (83) — советский и российский учёный-изобретатель, создатель плазменного скальпеля, почётный гражданин Смоленска[163].
- Гацен, Вальдемар фон (96) — немецкий офицер, участник Второй мировой войны, майор вермахта, кавалер Рыцарского креста с Дубовыми листьями и Мечами[164].
- Деви, Аньяли (64) — индийская актриса[165].
- Даэр, Жозе Амин (47) — бразильский теннисист; автомобильная катастрофа[166].
- Джонс, Брюс (сёрфингист)[англ.] (68) — пионер сёрфинговой индустрии[167].
- Джордан, Ронни (51) — британский джазовый гитарист[168] Архивная копия от 16 февраля 2017 на Wayback Machine.
- Зильберман, Менахем (67) — израильский комедийный актёр, композитор и рок-певец; сердечный приступ[169].
- Коллинз, Бобби (82) — шотландский футболист, известный своей успешной карьерой в «Селтике», «Эвертоне» и «Лидс Юнайтед»[170].
- Лукьянец, Владимир Лукич (57) — украинский государственный деятель, глава Черкасской областной администрации (1999—2002)[171].

## 12 января
- Аль-Друи, Хасан (?) — заместитель министра промышленности Ливии; убит в Сирте[172].
- Бастедо, Александра (67) — британская актриса[173].
- Бойко, Николай Макарович (77) — первый заместитель главнокомандующего войсками противовоздушной обороны (1989—1992), генерал-полковник в отставке[174].
- Гайлевич, Александр Владиславович (51) — белорусский художник-пейзажист, член Союза художников Республики Беларусь[175] Архивная копия от 8 февраля 2014 на Wayback Machine.
- Калашников, Михаил Филиппович (82) — советский строитель, Герой Социалистического Труда (1966)[176].
- Карамфилов, Кольо (50) — болгарский художник[177].
- Каримов, Хуршед Хилолович (78) — советский и таджикский биолог, академик АН Таджикистана, народный депутат СССР[178].
- Март, Фрэнк (91) — американский актёр[179].
- Ройзенблит, Генрих Иосифович (79) — генеральный директор и главный конструктор НПК «КБ Взлёт» (1999—2014). Лауреат премии Правительства Российской Федерации в области науки и техники (2004), заслуженный технолог РСФСР, командор и офицер Ордена Короны (Бельгия)[180].
- Тёрёк, Дьюла (75) — венгерский боксёр, чемпион летних Олимпийских игр в Риме (1960)[181].
- Фейндел, Уильям (95) — канадский медик-нейрохирург, пионер методов нейровизуализации и директор Монреальского неврологического института. Член Королевского общества Канады, офицер ордена Канады, член Канадского медицинского зала славы[182].
- Хорсли, Джон (93) — британский актёр[183].
- Шкрабало, Зденко (84) — югославский и хорватский учёный в области медицины, государственный деятель и дипломат, министр иностранных дел Хорватии (1992—1993)[184].
- Шоли, Роберт (92) — британский бизнесмен, президент «British Steel» (1986—1992)[185].

## 11 января
- Авадзи, Кэйко (80) — японская киноактриса, лауреат премии «Голубая лента» (1957)[186].
- Гашимов, Вугар Гасым оглы (27) — азербайджанский шахматист, гроссмейстер (2002)[187].
- Карабекян, Арам[англ.] (58) — дирижёр, руководитель бостонского оркестра «SinfoNova» (1983—1991), Государственного камерного оркестра Армении (1997—2009), заслуженный деятель искусств Армении; инфаркт миокарда[188].
- Кетков, Юлий Лазаревич (78) — профессор Нижегородского государственного университета имени Н. И. Лобачевского, доктор технических наук. Лауреат премии Совета Министров СССР в области кибернетики (1990)[189].
- Раскатов, Владимир Сергеевич (56) — советский пловец, серебряный и бронзовый призёр летних Олимпийских игр в Монреале (1976), чемпион СССР[190].
- Рахман, Хабибур (85) — и. о. премьер-министра Бангладеш (1996)[191].
- Фоа, Арнольдо (97) — итальянский актёр[192].
- Шарон, Ариэль (85) — израильский государственный и политический деятель, премьер-министр Израиля (2001—2006)[193].

## 10 января
- Казачковский, Олег Дмитриевич (98) — советский и российский физик. Директор НИИАР (1964—1973) и ФЭИ (1973—1987). Лауреат Ленинской премии (1960), заслуженный деятель науки и техники РСФСР[194].
- Лоусон, Эрик (72) — американский актёр; хроническая обструктивная болезнь лёгких[195].
- Малашич, Николай Ильич (73) — советский и российский поэт[196].
- Месснер, Збигнев (84) — польский политик и экономист, председатель Совета Министров ПНР (1985—1988)[197].
- Палант, Эрик[порт.] (50) — бельгийский мотогонщик; погиб на «Ралли Дакар 2014» [198].
- Редфорд, Иан (53) — шотландский футболист («Рейнджерс») (тело найдено в этот день)[199].
- Скорубский-Кандинский, Антон Павлович (53) — русско-американский художник[200].
- Хедерман, Энтони (92) — ирландский юрист, генеральный прокурор Ирландии (1977—1981)[201].

## 9 января
- Барака, Амири (79) — афроамериканский поэт, писатель, эссеист и критик, один из представителей битничества[202].
- Гарсиа, Луис (84) — венесуэльский бейсболист[203].
- Голов, Юрий Васильевич (76) — советский футболист («Волга» Горький) (1963—1967)[204].
- Де Лука, Лорелла (73) — итальянская актриса[205].
- Йор, Марк (64) — французский математик, лауреат премии Гумбольдта[206].
- Льопис, Сальвадор (63) — испанский футболист, чемпион Испании в составе «Валенсии»[207].
- Мортенсен, Дэйл (74) — американский экономист, лауреат Нобелевской премии по экономике (2010)[208].
- Петраков, Николай Яковлевич (76) — российский экономист, академик РАН[209].
- Строкин, Олег Николаевич (53) — начальник управления ФСБ России по Брянской области, генерал-майор[210].
- Тиханкова, Вера (93) — чешская актриса[211].
- Фольман-Рабан, Хавка (89) — еврейская подпольщица периода Второй мировой войны, участница восстания в Варшавском гетто, основательница израильского киббуца «Лохамей а-геттаот» («Узники гетто»)[212].

## 8 января
- Йованович, Мирослав (51) — сербский историк, специалист по истории Балкан и России, исследователь истории русской эмиграции XX века[213].
- Казали, Шарль (90) — швейцарский футболист, участник чемпионата мира (1954)[214].
- Козлов, Владимир Васильевич (90) — советский лётчик-штурман, Герой Советского Союза (1945)[215] Архивная копия от 9 января 2014 на Wayback Machine.
- Лазарус, Жак (97) — французский офицер, лидер еврейского Сопротивления во Франции во время Второй мировой войны[216].
- Мазманян, Армен Агасиевич (53) — армянский режиссёр, ректор Ереванского государственного института театра и кино[217].
- Туйгунов, Риф Галимович (67) — российский поэт, общественный деятель, председатель правления Союза писателей Башкортостана (2012—2014)[218].
- Улуэргювен, Сельджук[англ.] (71) — турецкий актёр[219].
- Хейтинг-Схумахер, Ирма (88) — нидерландская пловчиха, двукратный призёр летних Олимпийских игр в Лондоне (1948) и Хельсинки (1952) в эстафете 4×100 вольным стилем, двукратная чемпионка Европы (1950)[220].
- Хечоян, Левон Ваникович (58) — армянский писатель[221].
- Чинкин, Минулла Низаметдинович (82) — заслуженный тренер РСФСР по лёгкой атлетике[222].

## 7 января
- Адамов, Леон Тигранович (84) — архитектор, заслуженный архитектор Узбекистана, лауреат Государственной премии СССР, премии Совета Министров СССР, заместитель главного архитектора Ташкента (1970—1986)[223].
- Бернадский, Эдуард Николаевич (71) — советский и российский эквилибрист, народный артист России[224].
- Гуламов, Бахтияр Абиль оглы (64) — советский азербайджанский футболист, тренер, игрок клуба «Нефтчи» (Баку) (1972—1978)[225].
- Джонс, Томас (93) — американский бизнесмен, генеральный директор «Northrop Corporation» (1960—1989)[226].
- Дорн, Вера (39) — российская саксофонистка, музыкант; остановка сердца[227].
- Зубец, Михаил Васильевич (75) — украинский учёный, президент Национальной академии аграрных наук Украины (1996—2011), Герой Украины (2009)[228].
- Кудимов, Евгений (48) — российский хоккеист, игрок команд «Торпедо» (Нижний Новгород), «Лада» (Тольятти), чемпион Венгрии[229].
- Уорхерст, Рой (87) — английский футболист («Бирмингем Сити»), финалист Кубка Англии по футболу (1956)[230].
- Шао Ифу (106) — гонконгский медиамагнат, один из основателей «Shaw Brothers Studios» и телекомпании TVB, кино- и телепродюсер (более известный в этом качестве как Шао Жэньлэн, Run Run Shaw)[231].

## 6 января
- Гут, Карел (86) — чехословацкий хоккеист и тренер, член Зала Славы ИИХФ[232].
- Доминич, Игорь (53) — молдавский русский бардовский поэт[233].
- Каркарьян, Ваган Гайкович (79) — член-корреспондент Российской Академии архитектуры и строительных наук, профессор Самарского государственного строительного университета, заслуженный архитектор России[234].
- Киран, Удай (32) — индийский актёр; самоубийство[235].
- Криворучко, Анатолий Тихонович (66) — директор товарищества «Агрофирма „Новый путь“» (Харьковская область), Герой Украины (2002)[236].
- Манн, Ларри (91) — канадский актёр[237].
- Маракушев, Алексей Александрович (88) — российский учёный, специалист в области петрологии и термодинамики минералов, академик РАН, доктор геолого-минералогических наук. Лауреат Государственной премии СССР (1975)[238].
- Роттер, Джулиан (97) — американский психолог, автор теории социального научения и теории локуса контроля[239].
- Спир, Моника (29) — венесуэльская актриса, «Мисс Венесуэла — 2004»; убийство[240].
- Хасан, Аитзаз (15) — кавалер ордена за храбрость Пакистана Sitara-e-Shujjat[241].
- Хинеста, Марина (94) — французская антифашистка, ставшая символом гражданской войны в Испании[242].
- Шмелёв, Николай Петрович (77) — российский экономист и литератор, академик РАН; инфаркт[243].

## 5 января
- Бойру, Филипп (86) — претендент на трон Королевства Араукания и Патагония[244].
- Васильев, Владимир Ефимович (84) — российский поэт-переводчик[245].
- Гицелт, Артур (93) — австралийский политик, министр по делам ветеранов (1983—1987) [246].
- Грациани, Аугусто (80) — итальянский экономист, создатель теории монетарной циркуляции[247].
- Карганян, Норайр Саркисович (65) — армянский скульптор, заслуженный деятель искусств Армении[248].
- Коулман, Джерри (89) — американский бейсболист, игрок «Нью-Йорк Янкис»[249].
- Лакомский, Виктор Иосифович (87) — советский и украинский учёный в области электрометаллургии и сварки. Член-корреспондент Национальной академии наук Украины, заслуженный деятель науки и техники Украины. Лауреат Государственной премии Украины (1980)[250].
- Муриэль, Альма (62) — мексиканская актриса[251];.
- Нед, Нелсон (66) — бразильский эстрадный певец; осложнения после лёгочной инфекции[252].
- Сапата, Кармен (86) — американская актриса[253].
- Торосян, Джим Петросович (87) — советский и армянский архитектор, главный архитектор Еревана (1972—1982), народный архитектор СССР[254].
- Харт, Брайан (77) — основатель компании «Brian Hart Ltd.», поставлявшей моторы командам «Формулы-1» в 1980—1990-е годы[255].
- Эйсебио (71) — португальский футболист, бронзовый призёр чемпионата мира (1966); острая сердечная недостаточность[256].

## 4 января
- Бевзенко-Зинкина, Наталья Михайловна (79) — главный художник Одесского национального академического театра оперы и балета, заслуженный художник Украины[257].
- Быканов, Прокопий Иннокентьевич (75) — работник советской горнодобывающей промышленности, Герой Социалистического Труда (1985)[258].
- Габлер, Гейб (83) — американский бейсболист, игрок «Чикаго Кабс»[249].
- Голощанов, Владимир Николаевич (54) — цыганский певец, гитарист, композитор, лауреат Всероссийского конкурса исполнителей советской песни в Сочи (1989)[259].
- Козлов, Сергей Семёнович (53) — советский и российский футболист и тренер[260].
- Коргун, Виктор Григорьевич (73) — советский и российский учёный—афганист, заведующий сектором Афганистана Института востоковедения РАН, доктор исторических наук[261].
- Маджид аль-Маджид — лидер террористической группировки «Бригады Абдаллы Аззама»[англ.], организатор взрыва у посольства Ирана в Бейруте[англ.] в 2013 году; почечная недостаточность[262].
- Метеллюс, Жан (76) — гаитянский писатель[263].
- Усманова, Ойдиной (85) — таджикская актриса, народная артистка Таджикской ССР (1964)[264].
- Шавердян, Сергей Данилович (86) — советский дипломат, Чрезвычайный и Полномочный Посол СССР в Того (1984—1987)[265].
- Штарибахер, Йозеф (92) — министр торговли, промышленности и экономики Австрии (1970—1983) [266].

## 3 января
- Барнс, Эрик (76) — английский футболист[267].
- Джакупов, Сатыбалды Мукатаевич (63) — основатель и первый президент Казахской ассоциации психологов, заведующий кафедрой общей и этнической психологии Казахстанского национального университета имени Аль-Фараби (2000—2011), доктор психологических наук, профессор[268].
- Зэнц, Сол (92) — американский кинопродюсер и сценарист, трёхкратный обладатель премий «Оскар» и «Золотой Глобус» за лучший фильм[269].
- Кохан, Григорий Романович (82) — советский и украинский кинорежиссёр и сценарист, народный артист Украины[270].
- Ретт, Алисия (98) — американская художница и актриса, известная по своей единственной кинороли Индии Уилкс в фильме «Унесённые ветром» (1939)[271].
- Рысин, Александр Николаевич (85) — директор Мемориала героической обороны Одессы (1980—2013), заслуженный работник культуры Украины[272].
- Устименко, Юрий Гаврилович (69) — вице-адмирал, первый заместитель командующего Северным флотом (1992—1995), доктор военных наук; самоубийство[273].
- Хельеи, Ласло[венг.] (65) — венгерский актёр[274].
- Эверли, Фил (74) — американский певец и музыкант, участник дуэта «The Everly Brothers»; хроническая обструктивная болезнь лёгких[275].
- Янссон, Андриес (30) — российский актёр театра и кино[276].

## 2 января
- Айдаров, Сайяр Ситдикович (85) — российский татарский архитектор-реставратор, член-корреспондент Российской академии архитектуры и строительных наук, доктор архитектуры, профессор[277].
- Брабантс, Жанна (93) — бельгийская балерина и хореограф[278].
- Глассер, Бернард (89) — американский продюсер[279].
- Говард, Элизабет Джейн (90) — британская актриса и модель, писательница[280].
- Джордж, Луи Бертран (63) — сент-люсийский политик, министр образования (1982—1997), лидер парламентской оппозиции (1997—2001) [281].
- Загер, Дирк (73) — немецкий тележурналист, руководитель московского корпункта телеканала ZDF (1990—2004)[282].
- Мантульников, Олег Николаевич (67) — латвийский политик и общественный деятель, заместитель председателя правления Лиепайской Русской Общины, директор Лиепайского филиала Балтийской международной академии[283].
- Нугисекс, Харальд (92) — последний эстонский кавалер Рыцарского креста Железного креста[284].
- Разумовская, Доротея (78) — графиня из рода Разумовских, немецкая журналистка и политолог[285].
- Рачковский, Валерий Евгеньевич (59) — советский и белорусский театральный деятель, главный художник Белорусского государственного театра кукол[286].
- Тальянов, Виктор Иванович (79) — заслуженный тренер СССР по горнолыжному спорту[287].

## 1 января
- Горячева, Зинаида Георгиевна (73) — актриса Липецкого муниципального драматического театра, заслуженная артистка РСФСР[288].
- Джамаль, Мухаммед Джамаль (56) — палестинский дипломат, посол Палестины в Чехии (2013—2014); погиб при взрыве[289].
- Карегейя, Патрик (53) — руандийский политик и диссидент, глава руандийской военной разведки[290].
- Лерман, Зоя Наумовна (79) — советская и украинская художница[291].
- Мгимва, Уильям (63) — танзанийский политик, министр финансов[292].
- Мур, Хуанита (99) — американская актриса, номинантка на премию «Оскар»[293].
- Намдар, Джафар (79) — иранский футбольный арбитр[294].
- Печуро, Сусанна Соломоновна (80) — российская диссидентка, член общества «Мемориал»[295].
- Попов, Игорь Витальевич (76) — советский и российский театральный деятель, главный художник театра «Школа драматического искусства» (1987—2013)[296].
- Хаитова, Олмахон (72) — узбекская певица, народная артистка Узбекистана[297].
- Хорват, Милан (94) — хорватский дирижёр[298].
- Ямасита, Токуо (94) — японский политик, министр здравоохранения, труда и социального обеспечения[299].